# 30 kilometerzone

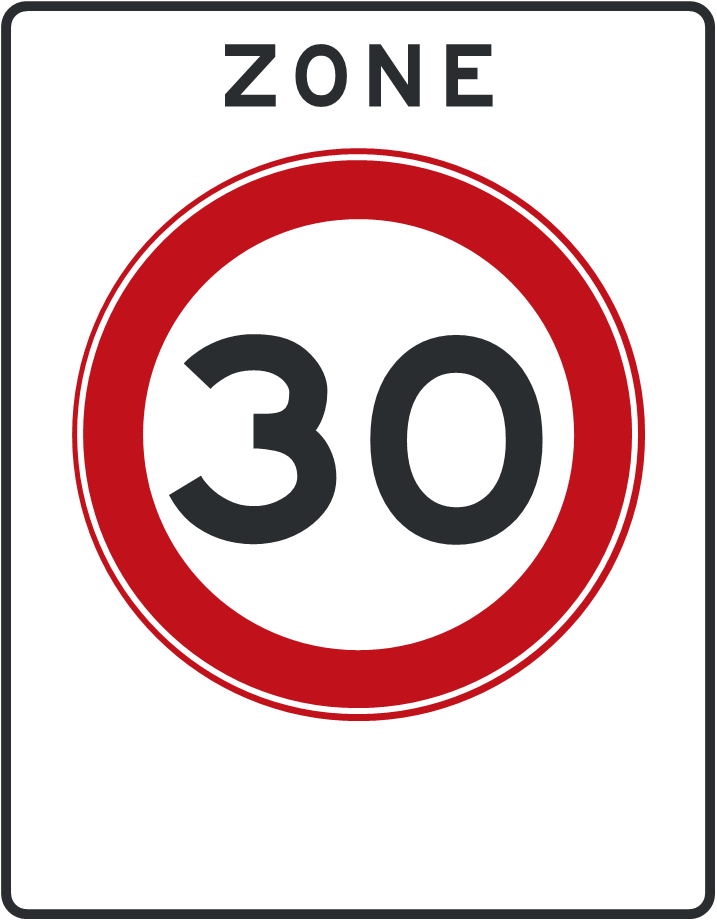
Verkeersbord 30 kilometerzone (Nederland)

Verkeersbord zone 30 (België)

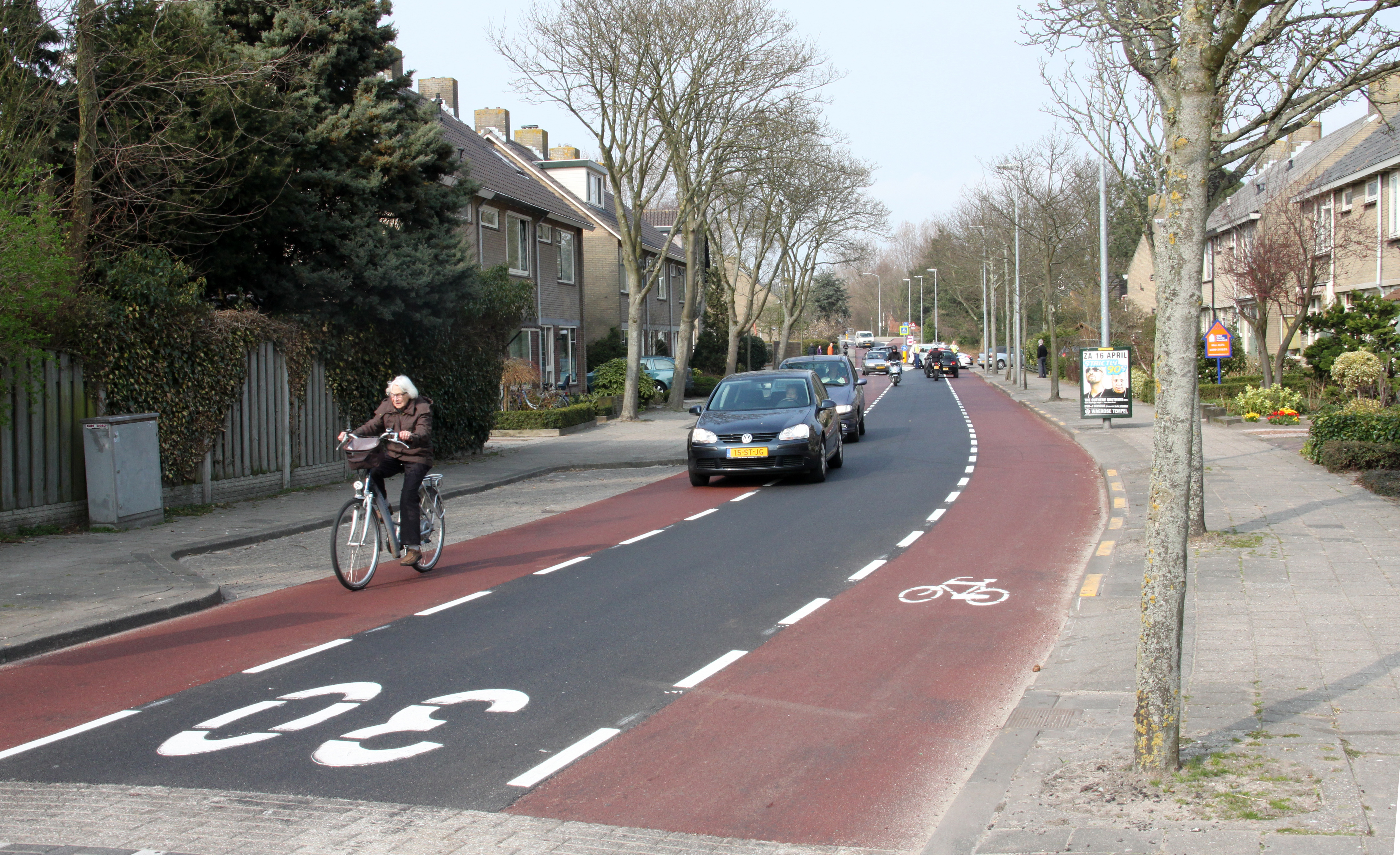
Een grote aanduiding op het wegdek bij nadering van een 30 kilometerzone.

Een 30 kilometerzone (Nederland) of een zone 30 (België) is een gebied waar de maximumsnelheid op 30 kilometer per uur is vastgesteld, doorgaans toegepast op erftoegangswegen en in de buurt van scholen. De voornaamste reden om tot aanleg van een 30 kilometerzone over te gaan is een verbetering van de verkeersveiligheid voor met name kinderen in woonwijken.

## Inrichting
Er bestaan geen standaardvoorschriften voor het inrichten van een 30 kilometerzone. Er zijn echter wel bepaalde maatregelen en richtlijnen:
- Snelheidsremmende maatregelen zoals drempels, obstakels, asverspringingen en wegversmallingen. Het wegbeeld moet zodanig zijn ingericht dat weg en omgeving niet uitnodigen tot hogere snelheden. Lange rechte stukken zonder obstakels moeten dus worden voorkomen.
- Voorrang wordt niet met verkeerstekens geregeld (bestuurders van rechts hebben voorrang).
- Het is toegestaan om auto's aan de zijkant van de weg te parkeren met uitzondering van aangegeven parkeerverbod.
- Fietsers rijden op de rijbaan of op een gemarkeerde strook die deel uitmaakt van de rijbaan.

Verkeershandhaving in verblijfsgebieden heeft een lage prioriteit waardoor verkeersregels wat betreft snelheid al snel niet nageleefd worden. Snelheidsbeperkende maatregelen zijn echter meestal niet geliefd bij de weggebruiker. Daarom is het beter om bij de aanleg van een woonwijk al rekening te houden met de 30 kilometerzone door de erftoegangswegen zodanig in te richten dat er niet snel kan worden gereden. Dit kan door bijvoorbeeld relatief veel bochten in het wegontwerp toe te passen. Hierdoor wordt de weggebruiker gedwongen zijn snelheid te matigen zonder gehinderd te worden door allerlei obstakels.

## Voordelen van 30 kilometerzone

### Verkeersveiligheid
Binnen de bebouwde kom rijden allerlei langzame en snelle voertuigen, die door hun verschillende snelheden onveilige verkeerssituaties (waaronder dodelijke ongevallen) veroorzaken. Met de invoering van een 30 kilometerzone wordt geprobeerd de veiligheid te vergroten:
- Het snelheidsverschil tussen langzaam en snel verkeer neemt af.
- Auto's die 30 km/h rijden, hebben een kortere remweg dan auto's die 50 km/h rijden.

Als men 35 km/h rijdt, is de kans op overlijden bij een botsing ongeveer 5% – bij 48 km/h bedraagt het ongeveer 45%.
De kans op een ongeval met dodelijke afloop neemt exponentieel toe met de snelheid. Een kwetsbare weggebruiker, zoals een voetganger of een fietser, heeft bij een ongeval met een auto die 30 km/h rijdt een aanzienlijk grotere overlevingskans dan wanneer deze auto 50 km/h rijdt. Uit onderzoek blijkt dat als de snelheid van een 50 km/h-weg wordt teruggebracht naar 30 km/h het aantal letselongevallen met 25% daalt.

### Leefbaarheid
Naast een verbeterde verkeersveiligheid heeft het aanbrengen van 30 kilometerzones ook op het gebied van leefbaarheid een aantal voordelen:
- Sluiproutes door woonwijken worden onaantrekkelijker door verkeersremmende maatregelen. De belevingswaarde (kwaliteit) van de omgeving verbetert. Dit komt door onder andere minder geluidsoverlast door auto's.
- Een 30 kilometerzone heeft ook effect op de keuze van het vervoermiddel. Fietsen wordt bijvoorbeeld aantrekkelijker.
- Een 30 kilometerzone is milieuvriendelijker doordat auto's er dankzij hun lagere snelheid minder fijnstof uitstoten.
- Hoe hoger de snelheid van een voertuig, hoe meer lawaai het produceert met zijn motor, door de rijwind en door het contactgeluid van de banden op het wegdek. Een lagere snelheid gaat logischerwijs gepaard met minder geluidsoverlast.

## Nadelen van 30 kilometerzone
De inrichting van een 30 kilometerzone volgt vaak uit het besluit dat de verkeersfunctie geen voorrang krijgt op de woon-, school of andere verblijfsfunctie, de veiligheid van fietsers en voetgangers, dat men met sluipverkeer zit op wegen die daarvoor niet bedoeld zijn, of dat er niet voldoende breedte ter beschikking staat om fietsers en voetgangers veilig af te scheiden. Aan het besluit tot snelheidsverlaging gaat dan in het ideale geval een planningsproces vooraf waar al deze zaken tegen elkaar worden afgewogen. De doorstromingsfunctie van het gemotoriseerd verkeer staat niet langer voorop. Indien het aantal doorgaande gebruikers op deze wegen hoog is, kan dit frustraties opleveren.
In afwachting van een definitieve heraanleg, vaak gekoppeld aan rioleringswerken, wordt er vaak met allerhande snelheidsremmers gewerkt - fysieke asverschuivingen of ook soms niet-fysieke obstakels zoals trajectcontrole. Hierover moet goed worden nagedacht in functie van de bewoning (bv. geluidshinder bij verkeersdrempels) en de verkeersintensiteiten die toch van deze straat gebruik moeten maken (bv. toegang tot een supermarkt).
Maatregelen op de openbare weg worden ook altijd besproken met de brandweer, zodat toegang tot het gebied gevrijwaard blijft.

## Situatie per land

### België
Met het koninklijk besluit van 26 april 2004 werd het vanaf september 2005 verplicht om een zone 30 in te voeren in alle schoolomgevingen, met vaste of variabele geldigheid. De snelheidsbeperking wordt aangeduid met vaste of dynamische verkeersborden,  die enkel op schooldagen tijdens bepaalde uren ingeschakeld worden.
In Gent is vanaf april 2015 de volledige binnenstad binnen de stadsring een zone 30 (of lager), met uitzondering van twee verkeersassen.
Antwerpen heeft in 2018 als eerste stad in Vlaanderen in alle woonbuurten een algemene zone 30 ingevoerd.
Ook in andere steden zoals Leuven, Tienen, Sint-Truiden, Halle, Sint-Niklaas, Lokeren, Ieper en Oostende werd de binnenstad een algemene zone 30.
In het volledige Brussels Gewest werd begin 2021 in de bebouwde kom algemeen zone 30 ingevoerd (met uitzondering van bepaalde verkeersassen). Dat werd gevolgd door een daling van het aantal doden in het verkeer.

### Nederland
In het kader van het programma Duurzaam Veilig werkt de Nederlandse overheid sinds 1997 aan een forse uitbreiding van het aantal 30 kilometerzones. In principe zouden alle erftoegangswegen binnen de bebouwde kom deel moeten gaan uitmaken van een 30 kilometerzone.
In Nederland vielen ondanks de maatregelen in 2015 40 verkeersdoden in 30 kilometerzones. Een oorzaak is dat in bepaalde 30 kilometerzones te hard kan worden gereden wegens het ontbreken van zelfhandhavende maatregelen. Dit heeft tot gevolg dat er binnen 30 km/h-gebieden niet wordt gehandhaafd, omdat de kans op veroordeling van een te hard rijdende automobilist bijzonder klein is, juist omdat de wegen in 30 km/h-gebieden veelal niet als zodanig zijn ingericht.
Gemeenten stellen de zones soms in om niet te hoeven voldoen aan de wet Geluidhinder. In incidentele gevallen richt een gemeente een klein deel van een doorgaande weg (gebiedsontsluitingsweg) in als een 30 km/h-weg (met ook de maximumsnelheid van 30 km/h) met als doel om de gemiddelde snelheid van gemotoriseerd verkeer te verlagen.

### Frankrijk
Parijs voerde in de zomer van 2021 een algemene zone 30 in binnen haar ringweg (Périphérique), met slechts een handvol lanen uitgezonderd. In Frankrijk hebben Toulouse, Grenoble, Nantes en Straatsburg elk meer dan 450 km straten binnen een zone 30.

### Spanje
In Spanje zijn Madrid en Barcelona soortgelijke voorbeelden.